# 花いろは
花いろは（はないろは）は、凛とした芯のある綺麗さと可愛さを持つ超王道系ユニット女性グループ。コンセプトは”王道アイドルグループ”。王道アイドルグループの ”いろは”を創り上げていく。2020年2月24日で活動を終了したワンダーウィードから生まれた2グループのうちの1つ。事務所はLimeLight（ライムライト）、プロデュースは白木豊次（LimeLight代表）。2021年10月1日改名前は「花いろは from ワンダーウィード」。

## 概要
花いろは（旧称「花いろは from ワンダーウィード」）は、2020年2月24日で活動を終了したワンダーウィードから生まれた2グループのうちの1つ。2015年から活動してきたワンダーウィードは、完全に活動を終了し、新たに2グループに分けて活動することになった。元来のワンダーウィードとしてのコンセプトや楽曲を引き継ぐ『ワンダーウィード天』とは反対に、全く新しいコンセプトのもとに発足したのが「花いろは from ワンダーウィード」(当時)である。そのためワンダーウィード天とは「二卵性双生児」とされている。
この再編に伴い、新メンバーを募集するワンダーウィード2020全国オーディションも行われた。このオーディション等をもとに新体制候補生20人ほどが選ばれ、そのうちの6人はワンダーウィードの妹分ユニット『ワンダーブリード』として期間限定で活動した。
新型コロナウイルス感染拡大の影響で3月から延期されていたお披露目ライブを8月15日に行い、デビューした。

## 略歴

### デビュー前

#### 2019年
- 11月30日、ワンダーウィード不定期公演(＠TwinBox AKIHABARA)にて、ワンダーウィードの現体制が2020年2月24日のワンマンライブ(＠EX THEATER ROPPONGI)をもって終了することを発表。
- 12月18日、ワンダーウィード不定期公演(＠上野音横丁)にて、現在のワンダーウィードが2つになるという続報を発表。

#### 2020年
- 1月8日、ワンダーウィード不定期公演(＠渋谷club asia)にて、2つのグループのコンセプトを発表。この時点で本グループは『花チーム』という仮称であった。
- 2月24日、ワンダーウィード現体制ラストワンマンライブ(＠EX THEATER ROPPONGI)にて、グループ名とメンバーの一部を発表。仮称であった『花チーム』は『花いろは from ワンダーウィード』となり、メンバーに佐倉ちひろと葵井ここあが入るとした。
- 3月1日、当初は3月21日にお披露目する予定であったが、新型コロナウイルスの影響による大規模イベント自粛の流れを踏まえ、数週間延期することを発表[2]。
- 3月19日、新グループのTwitterが開設。お披露目ライブの日程も発表された。未発表メンバーについては翌日以降公式Twitterで発表されることとなった。
- 3月25日、東京都が新型コロナウイルスの感染拡大防止対策として外出自粛要請を発表。お披露目ライブで使用予定だった新宿BLAZEも使用できなくなり、再びお披露目が延期になった。
- 4月12日、グループのSHOWROOMアカウントを開設する[3]。
- 4月16日、メンバー個人のLINE LIVEアカウントを開設する[4]。
- 4月21日、Julia Houseのオフィシャルショップがオープンし、メンバーのチェキや動画などを購入できるようになる[5]。
- 5月16日、オンライン特典会を開始する。ZOOMを使った1対1のトーク形式で行われる[6]。
- 6月15日、クロちゃんをMCに招き、毎週月曜日に『アイドルのいろは』というSHOWROOM定期配信を開始する[7]。
- 7月31日、延期されていたお披露目ライブを8月15日に行うことを発表。
- 8月10日、SHOWROOM定期配信『アイドルのいろは』にて、新メンバーとして春澤しおんの加入を発表[8]。

### デビュー後

#### 2020年
- 8月15日、SHIBUYA TSUTAYA O-EASTにてお披露目ライブを開催。
- 9月13日、9月下旬から東京、神奈川、埼玉、千葉、大阪、愛知を回るプチツアーを開催すると発表。[9]

#### 2021年
- 3月16日、配信ミニアルバム「花のように」配信開始、「究極LOVE」MV公開。
- 5月15日、配信ミニアルバム「花模様」配信開始。
- 8月15日、SHIBUYA TSUTAYA O-EASTにてワンダーウィード天と合同で1周年ライブを開催。
- 8月30日、ソフトバンク5G LAB AR SQUAREアプリ内にてコンテンツ配信開始。
- 9月23日、新木場 USEN STUDIO COAST にてワンマンライブ「満開宣言」を開催。特設ページ[10]ではVR動画も公開された。重大発表として、(1)「花いろは from ワンダーウィード」から「花いろは」への改名、(2)新メンバー候補生オーディション開催、(3)2022年春にCDリリース、の3つが発表された[11][12]。また、リーダー佐倉ちひろが初めて作詞作曲を手掛けた「君想い桜」が初披露された。
- 12月1日、「新メンバー候補オーディション」が開始される[13][14]。

#### 2022年
- 1月31日、今回のオーディションに関しては該当者なしと発表された[15]。
- 4月、TOKYO MX1にて地上波初の冠番組「TVのいろは」がレギュラー化、毎月第一・第三火曜日に放送。
- 8月2日、初のCD「花結び」をリリース予定。1作目であるがアルバムCDである。
- 8月19日、2周年記念ワンマンライブ「花結び」を神田スクエアホールにて開催。全国ツアー公演を行うことが発表された[16]。
- 9月1日、「JuliaHouseアイドルオーディション2022年秋」の開催が発表される[17]。
- 9月15日、佐倉ちひろが脱退。
- 11月30日、全国ツアーファイナル(於：o-west)にて、兎咲ななみ、穂積りんか、柊木まいなの加入を発表。
- 12月7日、七人体制お披露目ライブ(於：白銀高輪 SELENE b2)を開催。

#### 2023年
- 3月3日、LINE CUBE Shibuyaにて3rdワンマンライブ「百花爛漫」を開催[18]。
- 4月10日、春澤しおん生誕祭(於：新宿BLAZE)にて、春澤がワンダーウィード天と兼任することが発表された。初ステージは5月5日の「JCIF (Japan Central Idol Festival) 2023」。
- 5月2日、葵井と柚木が今秋をもって卒業することが発表された[19]。
- 7月7日、地上波冠番組「TVのいろは」が「ガルボムTV」にリニューアル。
- 8月22日、3周年記念ライブ(ワンダーウィード天とツーマン)がベルサール秋葉原にて開催。
- 9月13日、春澤しおんが解雇処分を受ける。
- 9月25日、葵井ここあ・柚木ももな卒業ライブが新宿BLAZEにて行われる。
- 10月15日、新体制お披露目ライブが新木場FACTORYにて行われる。

#### 2024年
- 1月30日、Zepp SHINJUKUにて4thワンマンライブが行われた。3/3に現体制での楽曲のサブスク配信が行われることと、3月末より13都道府県ツアーを挙行することが発表された。
- 4月18日、新メンバー 椎月ひまり が加入した。
- 5月27日、13都市ツーマンツアーファイナルが恵比寿liquidroomにて開催された。
- 6月27日、新メンバー 達家まきほ が加入した。
- 8月14日、品川ステラボールにて4周年記念5thワンマンライブを開催。
- 11月に関西ツアー、12月から2025年1月にかけて関東ツアーを開催。

#### 2025年
- 1月4日、新メンバー 叶岡あみな が加入した。
- 1月7日、3月発売のシングルCDのリリイベが開始された。この日の会場はサンシャインシティ噴水広場。
- 3月4日、シングルCD「桃色ジュテーム」が発売された。
- 3月11日、6thワンマンライブが豊洲pitにて行われた。
- 4月16日、香山ゆきほが卒業。卒業ライブ『香山ゆきほ卒業公演-君の物語で永遠にアイドル！-』が新宿ReNYにて開催された。
- 5月31日、新曲「空想花火」が主要音楽配信サービスにてリリースされた。
- 6月1日、新メンバー 市瀬りりあ が加入した。
- 6月10日、第100回目の定期公演『花いろは 定期公演 vol.100 〜新体制初定期公演〜』が池袋harevutaiにて開催された。
- 8月7日、宮園あいさが活動辞退。

## メンバー
| 氏名                            | 誕生日                 | 出身地   | 血液型 | 身長  | 担当カラー | 活動期間         | 備考                                                             |
| ------------------------------- | ---------------------- | -------- | ------ | ----- | ---------- | ---------------- | ---------------------------------------------------------------- |
| 穂積 りんか （ほづみ りんか）   | 2001年6月24日（24歳）  | 千葉県   | O型    | 156cm | オレンジ色 | 2022年11月30日～ |                                                                  |
| 柊木 まいな （ひいらぎ まいな） | 2000年9月8日（24歳）   | 大阪府   | AB型   | 160cm | 緑色       | 2022年11月30日～ | 元欲バリセンセーションメンバー「甘井舞菜」。                     |
| 今咲 ひめの （いまさき ひめの） | 2001年3月9日（24歳）   | 埼玉県   | B型    | 155cm | 青色       | 2023年10月15日～ |                                                                  |
| 達家 まきほ （たつや まきほ）   | 2001年10月19日（23歳） | 東京都   | B型    | 165cm | 赤色       | 2024年6月27日～  | 元「AKB48」、「煌めき☆アンフォレント」、「夜宙☆ShiNew'」メンバー |
| 叶岡 あみな （かなおか あみな） | 2001年9月2日（23歳）   | 神奈川県 |        | 156cm | 紫色       | 2025年1月4日～   | 元「うりゃおい！JAPAN」、「泡恋」、「.4864」、不祥事。           |
| 市瀬 りりあ （いちのせ りりあ） | 2003年8月27日（21歳）  |          |        | 158cm | ピンク色   | 2025年6月1日～   |                                                                  |

### 旧メンバー
| 氏名                            | 誕生日  | 出身地         | 血液型 | 身長  | 担当カラー | 活動期間                      | 備考 |
| ------------------------------- | ------- | -------------- | ------ | ----- | ---------- | ----------------------------- | --- |
| 佐倉 ちひろ （さくら ちひろ）   | 1/25    | 神奈川県       | A型    | 162cm | 赤色       | 2020年8月15日～2022年9月15日  | 初代リーダー。2022年9月15日付で脱退。元ワンダーウィードメンバー。 元虹色の飛行少女兼任(2022年3月21日卒業)。                                  |
| 春澤 しおん （はるさわ しおん） | 4月10日 | 東京都         | AB型   | 155cm | 紫色       | 2020年8月15日～2023年9月13日  | 2023年5月5日より「ワンダーウィード天」と兼任。2023年9月13日にファンとの私的交流を理由に解雇処分となった。 現ネコプラメンバー「熊乃しおん」。 |
| 葵井 ここあ （あおい ここあ）   | 8月31日 | 北海道         | O型    | 156cm | 青色       | 2020年8月15日～2023年9月25日  | 元ワンダーブリードメンバー、 現ワンダーウィード天メンバー                                                                                    |
| 柚木 ももな （ゆずき ももな）   | 7月2日  | 埼玉県／島根県 | B型    | 160cm | 黄色       | 2020年8月15日～2023年9月25日  | |
| 望月 みらい （もちづき みらい） | 6月22日 | 神奈川県       | B型    | 157cm | 紫色       | 2023年10月15日～2024年3月20日 | 元「ワンダーウィード天」、元「Ai★Kuru」。 当初サポートメンバーとして加入。                                                                   |
| 兎咲 ななみ （うさき ななみ）   | 3月31日 | 千葉県         | O型    | 155cm | 赤色       | 2023年10月15日～2024年6月19日 | |
| 椎月 ひまり （しいづき ひまり） | 3月6日  | 京都府         | A型    | 158cm | 紫色       | 2024年4月18日～2024年12月20日 | |
| 香山 ゆきほ （かやま ゆきほ）   | 3月12日 | 兵庫県         | A型    | 163cm | ピンク色   | 2020年8月15日～2025年4月16日  | |
| 宮園 あいさ （みやぞの あいさ） | 9月19日 | 東京都         | O型    | 156cm | 黄色       | 2020年8月15日～2025年8月7日   | 活動辞退。 |

## 作品

### リリース
| タイトル                     | 形態                  | 収録曲 | リリース日     | 備考 |
| ---------------------------- | --------------------- | --- | -------------- | --- |
| 花のように                   | 配信ミニアルバム      | 1. 究極LOVE 2. #恋アカ 3. キュンなんです。 4. 流星ストリングス 5. ラビニュー                                                                                | 2021年3月16日  | |
| 花模様                       | 配信EP                | 1. シュプレヒコール 2. 群青色ラプソディ 3. ね？ | 2021年5月5日   | |
| 花結び                       | CDアルバム(同時配信)  | 1. LOVEバケーション!!! 2. 夏恋バケーション! 3. 初恋バスストップ 4. キミラボラトリー 5. トキメキの鍵 6. 花色ファイト!! 7. 恋のDIVA 8. ありがとう以上の言葉を | 2022年8月2日   | 花いろは初のCDリリース。型番：JH-0043。 - オリコンチャート デイリーアルバムランキング(2022年8月1日付) 2位 - オリコンチャート 週間アルバムランキング(2022年8月15日付) 10位 - タワーレコード 全店総合アルバムチャート(2022年8月1日-7日) 3位 - Billboard JAPAN Chart Hot Albums (2022年8月10日付) 12位 - USEN 週間 HIT J-POPランキング（8/17発表）13位(「夏恋バケーション!」) - ローソンCSホットステーション、ユニカビジョン(西武新宿駅前)、タワレコ渋谷店1Fサイネージビジョン、USEN music channel |
| サンタクロースじゃ物足りない | 配信シングル          | 1. サンタクロースじゃ物足りない | 2022年12月25日 | |
| ナナイロMoment               | 配信シングル          | 1. ナナイロMoment | 2024年3月4日   | |
| ブルーサマー                 | 配信シングル          | 1. ブルーサマー | 2024年8月1日   | |
| 桃色ジュテーム               | CDシングル (同時配信) | 1. 桃色ジュテーム 2. コタエアワセ 3. ラビニュー | 2025年3月4日   | 花いろは初のシングルCDリリース。型番：QARF-54002。「ラビニュー」は2025年3月版。 - オリコンチャート デイリーシングルランキング(2025年3月3日付) 2位 - オリコンチャート 週間シングルランキング(2025年3月17日付) 8位 - タワーレコード 全店総合シングルチャート(2025年3月3日-9日) 2位 - 朝日放送「正義のミカタ」2025年3-4月度エンディングテーマ - ファミリーマート店内放送、タワレコ渋谷店1Fサイネージビジョン                                                                                       |
| 初恋アニバーサリー           | 配信シングル          | 1. 初恋アニバーサリー 2. 君想い桜 | 2025年4月10日  | |
| 空想花火                     | 配信シングル          | 1. 空想花火 | 2025年5月31日  | |
| きらめきモノローグ           | 配信シングル          | 1. きらめきモノローグ | 2025年6月26日  | |
| 夏Embrace                    | 配信シングル          | 1. 夏Embrace | 2025年7月18日  | |

### リリース（葵井ここあ）
- 配信シングル「202号室」[39] 2021年9月1日配信開始
- 配信シングル「Follow me」[40] 2021年9月1日配信開始

### MV
- 「究極LOVE」[41] 2021年3月16日公開
  - 監督・編集：ワタナベタイシ、撮影：志村佳紀、制作・スタイリング：宮本美優
  - 振付：サカナ⭐︎SA.KANA

- 「夏恋バケーション!」[42] 2022年8月2日公開
  - 監督・編集：田中慎太郎、撮影監督：志村佳紀、照明：江戸巳喜男、撮影助手：松原晃平・谷田部颯斗
  - 制作：Digital Creative Style[43]
  - 振付：サカナ⭐︎SA.KANA

- 「LOVEバケーション!!!」[44] 2022年8月20日公開
  - 撮影・編集：ワタナベタイシ
  - 振付：サカナ⭐︎SA.KANA

- 「ブルーサマー」[45] 2024年8月8日公開
  - 監督：たかやとらい、撮影監督：志村佳紀、照明：江戸巳喜男、撮影助手：松原晃平・菊池妃美香・黒田明日香、制作助手：佃幸樹
  - 制作：Digital Creative Style
  - 振付：SA.KANA

- 「桃色ジュテーム」[46] 2025年3月公開
  - 監督：田中慎太郎、撮影監督：志村佳紀(JSC)、照明：江戸巳喜男、撮影助手：松原晃平・菊池妃美香
  - 制作：Digital Creative Style
  - 振付：SA.KANA

### 楽曲
| #  | 曲名                         | 作者                                           | 収録シングル/アルバム        | 備考 |
| -- | ---------------------------- | ---------------------------------------------- | ---------------------------- | --- |
| 1  | 究極LOVE                     | 作詞・作曲：多田慎也、編曲：田中どぼん俊光     | 花のように                   | 2020年8月15日、お披露目ライブ披露曲。MV公開中。                                                                                       |
| 2  | 初恋バスストップ             | 作詞・作曲：冨田絵里加、編曲：島田尚           | 花結び                       | 2020年8月15日、お披露目ライブ披露曲。                                                                                                 |
| 3  | 群青色ラプソディ             | 作詞・作曲：中村"tono"僚、編曲：－             | 花模様                       | 2020年8月15日、お披露目ライブ披露曲。                                                                                                 |
| 4  | ラビニュー                   | 作詞・作曲：鈴木健太朗                         | 花のように・ 桃色ジュテーム  | 2020年8月15日、お披露目ライブ披露曲。                                                                                                 |
| 5  | シュプレヒコール             | 作詞・作曲：多田慎也、編曲：－                 | 花模様                       | 2020年9月5日、『アイドル王朝2020～残暑の候～』（於：渋谷ストリームホール 殿の間)にてお披露目。                                        |
| 6  | 流星ストリングス             | 作詞：スズキユイ、作曲：YUUKI 編曲：－         | 花のように                   | 2020年10月11日、『花いろはご挨拶ツアー「千葉の皆さま、初めまして花いろはです」』（於：柏サンブアップ) にてお披露目。                  |
| 7  | キュンなんです。             | 作詞・作曲：冨田絵里加、編曲：－               | 花のように                   | 2020年10月17日、『花いろはご挨拶ツアー＜東京＞「渋谷に咲く花」』（於：Veats Shibuya) にてお披露目。                                   |
| 8  | 花色ファイト!!               | 作詞・作曲：多田慎也、編曲：島田尚             | 花結び                       | 2020年11月8日、『花いろはご挨拶ツアーファイナル「渋谷に咲く大輪の花」』（於：渋谷WWWX) にてお披露目。                                 |
| 9  | ＃恋アカ                     | 作詞：スズキユイ、作曲：GAKU 編曲：－          | 花のように                   | 2020年11月8日、『花いろはご挨拶ツアーファイナル「渋谷に咲く大輪の花」』（於：渋谷WWWX) にてお披露目。読みは「ハッシュタグこいアカ」。 |
| 10 | ね？                         | 作詞・作曲：冨田絵里加、編曲：－               | 花模様                       | 2021年4月7日、『花いろは定期公演 Vol.6』（於：渋谷DAIA）にてお披露目。定期公演にて今作含め5回連続で新曲披露することが発表された。     |
| 11 | 恋のDIVA                     | 作詞・作曲：多田慎也、編曲：島田尚             | 花結び                       | 2021年4月21日、『花いろは定期公演 Vol.7』（於：渋谷DAIA）にてお披露目。                                                               |
| 12 | キミラボラトリー             | 作詞・作曲・編曲：中村"tono"僚                 | 花結び                       | 2021年5月5日、『花いろは定期公演 Vol.8』（於：渋谷DAIA）にてお披露目。                                                                |
| 13 | LOVEバケーション!!!          | 作詞・作曲：多田慎也、編曲：田中どぼん俊光     | 花結び                       | 2021年5月19日、『花いろは定期公演 Vol.9』（於：渋谷DAIA）にてお披露目。MV公開中。                                                     |
| 14 | トキメキの鍵                 | 作詞・作曲・編曲：鈴木健太朗                   | 花結び                       | 2021年6月2日、『花いろは定期公演 Vol.10』（於：渋谷DAIA）にてお披露目。                                                               |
| 15 | 夏恋バケーション!!           | 作詞：Junxix.、作曲：GAKU、編曲：kazuboy.      | 花結び                       | 2021年7月16日、『GIRLS BOX VOL.176」（於：新宿ReNY）にてお披露目。MV公開中。                                                          |
| 16 | 君思い桜                     | 作詞・作曲：佐倉ちひろ、編曲：多田慎也         | 初恋アニバーサリー           | 佐倉ちひろ初の作詞作曲作品。2021年9月23日、『花いろはワンマンライブ「満開宣言」』（於：新木場 USEN STUDIO COAST）にてお披露目。       |
| 17 | サンタクロースじゃ物足りない | 作詞：山﨑あおい、作曲：GAKU                   | サンタクロースじゃ物足りない | 2021年12月16日、『花いろは定期公演 Vol.22』（於：渋谷DAIA）にてお披露目。                                                             |
| 18 | ありがとう以上の言葉を       | 作詞・作曲：佐倉ちひろ、編曲：多田慎也・島田尚 | 花結び                       | 佐倉ちひろ作詞作曲作品第二弾。2022年1月25日、『花いろは 佐倉ちひろ生誕祭』（於：新宿BLAZE）にてお披露目。                             |
| 19 | 初恋アニバーサリー           | 作詞・作曲：中村"tono"僚                       | 初恋アニバーサリー           | 2022年5月5日、『花いろは定期公演 Vol.31 佐倉ちひろプロデュース「昭和公演」』（於：渋谷DAIA）にてお披露目。                            |
| 20 | ナミダこぼれても             |                                                |                              | 2023年2月2日、『ツインテールフェス 2023』（於：Spotify O-EAST）にてお披露目。                                                         |
| 21 | ラッキー☆ストラテジー        |                                                |                              | 2023年3月3日、『3rdワンマンライブ「百花爛漫」』（於：LINE CUBE SHIBUYA）にてお披露目。                                                |
| 22 | ナナイロMoment               | 作詞・作曲：多田慎也                           | ナナイロMoment               | 2023年5月5日、『JCIF(JAPAN CENTRAL IDOL FESTIVAL)2023』（於：Aichi Sky Expo）にてお披露目。                                           |
| 23 | ブルーサマー                 | 作詞・作曲：多田慎也、編曲：田中どぼん俊光     | ブルーサマー                 | 2024年7月14日、『SPARK 2024 in KAWASAKI』（於：東扇島東公園）にてお披露目。2024年8月にサブスク配信およびMV公開。                      |
| 24 | コタエアワセ                 | 作詞・作曲：中村"tono"僚                       | 桃色ジュテーム               | 2024年8月14日、『花いろは4周年記念ワンマンライブ』（於：品川ステラボール）にてお披露目。                                              |
| 25 | 桃色ジュテーム               | 作詞・作曲：多田慎也                           | 桃色ジュテーム               | 2025年1月7日、『花いろは「桃色ジュテーム」リリースイベント』（於：サンシャインシティ噴水広場）にてお披露目。                          |
| 26 | 空想花火                     | 作詞・作曲：中村"tono"僚                       | 空想花火                     | 2025年5月31日、配信先行シングルとして公開。                                                                                           |
| 27 | きらめきモノローグ           | 作詞： 山田智和、作曲：山田智和・住谷翔平      | きらめきモノローグ           | 2025年6月26日、配信先行シングルとして公開。                                                                                           |
| 28 | 夏Embrace                    | 作詞・作曲：多田慎也、編曲: 島田尚             | 夏Embrace                    | 2025年7月18日、配信先行シングルとして公開。                                                                                           |

## メディア

### テレビ
- 「楽遊のさきどり★アイドル塾」(2021年3月5日、TOKYO MX) 葵井ここあ、柚木ももな
- 「楽遊のさきどり★アイドル塾」(2021年7月2日、TOKYO MX) 香山ゆきほ、春澤しおん
- 「KAHORIハウス」(2021年11月28日、TOKYO MX) 佐倉ちひろ
- 「iの流儀」（2022年1月25日、テレビ東京）
- 「Girls Pop Paradise」（2022年1月31日、TOKYO MX）
- 「TVのいろは」(2022年2月6日-、TOKYO MX)
- 「MIRAI系アイドルTV」(#172、#173 2022年2月23日・3月2日、TOKYO MX など) 春澤しおん
- 「Girls Pop Paradise」（2022年4月25日、TOKYO MX）
- 「MIRAI系アイドルTV」(#181、#182 2022年4月27日・5月4日、TOKYO MX など) 佐倉ちひろ、香山ゆきほ、春澤しおん
- 「TOPFLIGHT」（2022年5月24日、BSフジ）
- 「～V援隊～V系の幕開けぜよ!! supported by Vijuttoke」（2022年6月10日、スターキャット・ケーブルネットワーク）※ニコニコチャンネルにて配信あり[48]
- 「MIRAI系アイドルTV」(#198、2022年8月24日、TOKYO MX など)
- 「MIRAI系アイドルTV」(#203、2022年9月28日、TOKYO MX など)
- 「アイドル運動会」(2023年1月8日、TOKYO MX)
- 「水曜日のダウンタウン」(2025年1月8日、TBS) 穂積りんか
- 「13人のステージ」（2025年2月27日、テレビ神奈川）
- 「関内デビル」（2025年2月27日、テレビ神奈川）
- 「プレミアMelodix」（2025年3月3日、テレビ東京）
- 「ミッドナイトシャッフル」（2025年3月6日、IBC岩手放送）
- 「バズリズム02」（2025年3月7日、日本テレビ）
- 「AIR」（2025年3月10日、長崎国際テレビ）

### 「TVのいろは」
花いろは初の地上波冠番組。バラエティー番組でのアイドルの「いろは」をゲストから学ぶ。TOKYO MXにて放送。
| 放映日 | 放送テーマ     | SPゲスト・サポーター       | 備考                                                                            |                                                    |
| ------ | -------------- | -------------------------- | ------------------------------------------------------------------------------- | -------------------------------------------------- |
|        | 2022年2月6日   | 「ロケのいろは」           | 青木さやか                                                                      | 単発番組                                           |
| 1      | 2022年4月5日   | 「ひな壇のいろは」         | 河本準一(次長課長)                                                              | レギュラー化、毎月第1・第3火曜深夜に放送           |
| 2      | 2022年4月19日  | 「アイドル運動会のいろは」 | あべこうじ                                                                      |                                                    |
| 3      | 2022年5月3日   | 「リアクション芸のいろは」 | 肥後克広(ダチョウ倶楽部)\|                                                      |                                                    |
| 4      | 2022年5月17日  | 「楽屋企画のいろは」       | スギちゃん                                                                      |                                                    |
| 5      | 2022年6月7日   | 「モノマネのいろは」       | 神奈月                                                                          |                                                    |
| 6      | 2022年6月21日  | 「通販番組のいろは」       | ヒデ(ペナルティ)                                                                |                                                    |
| 7      | 2022年7月5日   | 「詩吟のいろは」           | 鈴木Ｑ太郎(ハイキングウォーキング)                                              |                                                    |
| 8      | 2022年7月19日  | 「食レポのいろは」         | 彦摩呂                                                                          |                                                    |
| 9      | 2022年8月2日   | 「体操のいろは」           | 池谷幸雄 松田大輔(東京ダイナマイト)                                             |                                                    |
| 10     | 2022年8月16日  | 「ボクシングのいろは」     | 竹原慎二 やす子                                                                 |                                                    |
| 11     | 2022年9月6日   | 「プロレスのいろは」       | 神取忍＆井上貴子(LLPW-X) コウメ太夫                                             |                                                    |
| 12     | 2022年9月6日   | 「フェンシングのいろは」   | 上津孝光(元フェンシング男子フルーレ日本代表) 鈴木Ｑ太郎(ハイキングウォーキング) |                                                    |
| 13     | 2022年10月4日  | 「アナウンサーのいろは」   | 庄野数馬(フリーアナウンサー) 椿鬼奴                                             | 番組リニューアル、ゲスト：なんキニ!(小野寺、仁科)  |
| 14     | 2022年10月18日 | 「詩舞のいろは」           | 齋木彩染 コウメ太夫                                                             | ゲスト：ナナランド(大葉、峰島)                     |
| 15     | 2022年11月8日  | 「卓球のいろは」           | 四元奈生美 ハリウリサ                                                           | ゲスト：ワンダーウィード天(白川、千堂)             |
| 16     | 2022年11月15日 | 「邦楽囃子のいろは」       | 安倍真結 コウメ太夫                                                             | ゲスト：煌めき☆アンフォレント(達家、白瀬)          |
| 17     | 2022年12月7日  | 「パラパラのいろは」       | KAHORI 篠宮暁(オジンオズボーン)                                                 | 新メンバー3人が番組初登場                          |
| 18     | 2022年12月21日 | 「ラップのいろは」         | J-CROWN(スメルノマニア) 鈴木Ｑ太郎(ハイキングウォーキング)                      | ゲスト：MyDearDarlin'(咲真、東條)                  |
| 19     | 2023年1月3日   | 「漢字のいろは」           | 篠宮暁(元・オジンオズボーン)                                                    |                                                    |
| 20     | 2023年1月17日  | 「罰ゲームのいろは」       | 多田健二(COWCOW)                                                                |                                                    |
| 21     | 2023年2月7日   | 「王道ゲームのいろは」     | 鳥居みゆき                                                                      |                                                    |
| 22     | 2023年2月21日  | 「占いのいろは」           | ゆうたろう                                                                      |                                                    |
| 23     | 2023年3月7日   | 「催眠術のいろは」         | 細野哲平(ありがとう)                                                            | ゲスト：ワンダーウィード天(東雲、白川、千堂、神坂) |
| 24     | 2023年3月21日  | 「モノマネのいろは」       | 松村邦洋                                                                        | ゲスト：ワンダーウィード天(東雲、白川、神坂)       |
| 25     | 2023年4月7日   | 「フットサル対決」         | 徳井健太(平成ノブシコブシ)                                                      | 毎月第1・第3金曜深夜に枠移動                       |
| 26     | 2023年4月21日  | 「コウメ太夫と遊ぼう」     | コウメ太夫                                                                      | コウメ太夫持ち込み企画                             |
| 27     | 2023年5月5日   | 「マジックのいろは」       | まんざらでもねぇ                                                                |                                                    |
| 28     | 2023年5月19日  | 「バスケ対決」             | 松田洋昌(ハイキングウォーキング)                                                |                                                    |
| 29     | 2023年6月2日   | 「オリジナルゲーム」       | むとパン(ピンタンパン)                                                          | むとパンが考案した数々のゲームに挑戦               |
| 30     | 2023年6月16日  | 「スポーツ５番勝負」       | 徳井健太(平成ノブシコブシ)                                                      | 負けたチームには強烈な罰ゲーム、最終回             |

### 「ガルボムTV」
「TVのいろは」の後番組。花いろはが所属するライムライト(ジュリアハウス)の所属アイドルと、ライムライトが主催するアイドルライブ「Girls Bomb(ガルボム)」に出演するアイドルが様々なことを体験・挑戦する番組。毎月第1・第3金曜日深夜にTOKYO MXにて放送されており、エムキャス(2024年6月でサービス終了)での同時配信および見逃し配信(オンエア後1週間)も行われていた。
| #  | 放映日         | 内容                                  | ゲスト                                                         | 出演(花いろはメンバー) | 備考                             |
| -- | -------------- | ------------------------------------- | -------------------------------------------------------------- | ---------------------- | -------------------------------- |
| 01 | 2023年7月7日   | シンクロゲーム対決                    | 鈴木Ｑ太郎(ハイキングウォーキング)                             | 香山                   |                                  |
| 02 | 2023年7月21日  | むとパンオリジナルゲーム対決          | むとパン(ピンタンパン)                                         | 葵井、柊木             |                                  |
| 03 | 2023年8月4日   | 催眠術体験                            | 細野哲平(ありがとう)                                           | 春澤、穂積             |                                  |
| 04 | 2023年8月18日  | バスケットボール対決                  | 徳井健太(平成ノブシコブシ)                                     | －                     |                                  |
| 05 | 2023年9月1日   | 俳句に挑戦                            | 鈴木Ｑ太郎 村上健志(フルーツポンチ)                            | 香山、柚木             |                                  |
| 06 | 2023年9月15日  | マジックのタネを見破れ！              | サイクロンZ                                                    | －                     |                                  |
| 07 | 2023年10月6日  | ダンスを教わろう！                    | コウメ太夫                                                     | 香山、柊木             |                                  |
| 08 | 2023年10月20日 | 詩吟に挑戦！                          | 鈴木Q太郎 鈴木吟亮                                             | －                     |                                  |
| 09 | 2023年11月3日  | ものまねに挑戦！                      | アイデンティティ 古賀シュウ                                    | 穂積、今咲             |                                  |
| 10 | 2023年11月17日 | 90年代ギャルに挑戦！                  | ゆってぃ KAHORI                                                | 香山、柊木、望月       |                                  |
| 11 | 2023年12月01日 | 業界用語を学んでみよう                | アイデンティティ                                               | 兎咲、柊木             |                                  |
| 12 | 2023年12月15日 | タロット占いを体験しよう              | 小出真保                                                       | 香山、今咲             |                                  |
| 13 | 2024年1月5日   | 答えられないと恥ずかしい 常識クイズ   | 河本準一(次長課長)                                             | 兎咲、穂積             |                                  |
| 14 | 2024年1月19日  | アイドルがフリップ企画に挑戦！        | 河本準一(次長課長)                                             | 柊木、今咲             |                                  |
| 15 | 2024年2月2日   | 鳥居の壁 ～お笑い三本勝負～           | ゆってぃ 鳥居かほり                                            | 香山、柊木             |                                  |
| 16 | 2024年2月16日  | アフタヌーンティーのツマミになる話    | ゆってぃ 鳥居かほり                                            | 今咲、望月             |                                  |
| 17 | 2024年3月1日   | みんなで高得点！歌うま選手権          | アイデンティティ                                               | －                     |                                  |
| 18 | 2024年3月15日  | 感情カラオケ！サビで泣きまSHOW        | アイデンティティ                                               | 穂積、今咲             |                                  |
| 19 | 2024年4月5日   | ドイツ村ライブ特集(前編)              | 松田大輔(東京ダイナマイト) むとパン(ピンタンパン)              | (全員)                 | ライブ密着企画中心にリニューアル |
| 20 | 2024年4月19日  | ドイツ村ライブ特集(後編)              | 松田大輔(東京ダイナマイト) むとパン(ピンタンパン)              | (全員)                 |                                  |
| 21 | 2024年5月3日   | 新生活応援SPライブ(前編)              | COWCOW                                                         | (全員)                 |                                  |
| 22 | 2024年5月17日  | 新生活応援SPライブ(後編)              | COWCOW                                                         | －                     |                                  |
| 23 | 2024年6月7日   | クロフェス2024潜入SP①                 | 菊地優志(ワンワンニャンニャン) リチ                            | －                     |                                  |
| 24 | 2024年6月21日  | クロフェス2024潜入SP②                 | 菊地優志(ワンワンニャンニャン) リチ クロちゃん(安田大サーカス) | (全員)                 |                                  |
| 25 | 2024年7月5日   | クロフェス2024潜入SP③                 | 菊地優志(ワンワンニャンニャン) リチ クロちゃん(安田大サーカス) | －                     |                                  |
| 27 | 2024年8月2日   | 関ケ原唄姫合戦2024SP①                 | クロちゃん(安田大サーカス)                                     | (全員)                 |                                  |
| 28 | 2024年8月17日  | 関ケ原唄姫合戦2024SP②                 | クロちゃん(安田大サーカス)                                     | －                     |                                  |
| 29 | 2024年9月6日   | 花いろは4周年記念ワンマンSP           | クロちゃん(安田大サーカス)                                     | (全員)                 |                                  |
| 30 | 2024年9月20日  | ワンダーウィード天4周年記念ワンマンSP | クロちゃん(安田大サーカス)                                     | －                     |                                  |
| 31 | 2024年10月4日  | アイドルオールスターゲームSP          | 菊地優志(ワンワンニャンニャン) むとパン(ピンタンパン)          | 椎月、達家             |                                  |
| 32 | 2024年10月18日 | 新メンバー紹介SP                      | 菊地優志(ワンワンニャンニャン) むとパン(ピンタンパン)          | －                     |                                  |
| 33 | 2024年11月1日  | 総集編①                               |                                                                | (全員)                 |                                  |
| 34 | 2024年11月15日 | 総集編②                               |                                                                | (全員)                 | 最終回                           |

### ラジオ
- 「おーたＰの部屋」(ShibuyaCross-FM、2024年4月11日) 穂積、今咲
- 「アイドルジェネレーション」(ラジオNIKKEI第一、2024年5月24日) 香山、今咲
- 「rockfield 897」（InterFM、2025年2月10日）香山、穂積、今咲、宮園
- 「東京かわいいステーション」（FM富士、2025年2月23日・3月2日）香山、今咲、達家、叶岡
- 「邦子と丸藤のやまだかつてないラジオ」（ShibuyaCross-FM、2025年2月25日）香山、今咲、柊木、達家

### ドラマ
- ソーシャルドラマ「恋は青春より青し。」シーズン2 (通称:koiao) ユメ役(葵井ここあ) Popteenとカラコンブランド「koiao-コイアオ-」とのコラボレーション企画。TikTokにて配信される[49][50]。

### 雑誌・書籍・新聞・ネット記事
- 「TopYell 特別編集 Top Yell NEO 2020-2021」 (2020年12月発売)
- 「楽遊 IDOL PASS vol.16」 (2020年12月発売)
- 「近代麻雀 2021年8月号」 (2021年7月発売) 柚木ももな
- 「週刊少年チャンピオン 2021年32号」 (2021年7月発売、裏表紙)
- 「MARQUEE Vol.143」 (2021年7月発売、巻頭6ページ)
- 「楽遊 IDOL PASS vol.17」 (2021年7月発売) 佐倉ちひろ
- 「BIG ONE GIRLS 2021年9月号」 (2021年7月発売) 佐倉ちひろ
- スポーツニッポン  2021年10月13日本紙
- 「Cream 2021年12月号」 (2021年11月発売) 葵井ここあ
- 「MARQUEE Vol.144」 (2021年11月発売)
- 「Popteen 2022年1月号」 (2021年12月発売) 葵井ここあ
- 「楽遊 IDOL PASS vol.18」 (2021年12月発売) 佐倉ちひろ
- 「E-TALENTBANK[51]」 (2022年1月公開)
- 「dot yell web[52]」 (2022年3月公開)」 佐倉ちひろ
- アイドルメディアMAITSU「気になるあの子のオフタイム」連載第一回[53]  佐倉ちひろ
- 「IDOL FILE Vol.26 Vintage Fashion」 (2022年6月発売) 葵井ここあ
- 「Cream 2022年8月号」 (2022年7月発売) 香山ゆきほ
- 「横浜美少女図鑑vol.4」 (2022年7月配布) 葵井ここあ
- 「楽遊 IDOL PASS vol.19」 (2022年7月発売) 柚木ももな
- 「BIG ONE GIRLS 2022年9月号」 (2022年7月発売)
- 「IDOL FILE Vol.28 Lolita & Gothic」 (2022年12月発売) 葵井ここあ
- 「楽遊 IDOL PASS vol.21」 (2023年7月発売) 柊木まいな
- 「週刊FLASH 2024/1/23号」 (2024年1月発売) クロちゃんが2024おすすめアイドルとして紹介
- 「ENTAMEスムージー グループアイドルビジュアル名鑑2024」」 (2024年2月発売)
- 「楽遊 IDOL PASS vol.22」 (2024年5月発売)
- 「Top Yell NEO 2025 summer」 (2025年6月発売) 穂積、今咲、叶岡

### ネット配信
- 「アイドルのいろは[54]」(2020年6月～、SHOWROOM、MC:安田大サーカスクロちゃん)
- 「Julia TV」 ジュリアハウス所属アイドルユニットが毎週火曜日に持ち回り配信。(2022年11月終了)

## ライブ・イベント

### 定期公演
単独定期公演。原則として毎月第1・第3木曜日に開催される。

### 主催ライブ
2020年
| 日付    | 会場                   | イベント名                                                               | 備考                                    |
| ------- | ---------------------- | ------------------------------------------------------------------------ | --------------------------------------- |
| 8月15日 | SHIBUYA TSUTAYA O-EAST | Re:debut ワンダーウィード天/花いろは from ワンダーウィードお披露目ライブ | ゲスト：FES☆TIVE                        |
| 8月28日 | 新宿BLAZE              | 花いろは～葵井ここあ生誕祭～                                             | ゲスト：ワンダーウィード天、Cover Girls |
| 9月13日 | 渋谷DAIA               | 突然ですが、花いろはの”いろはライブ♪”                                    | YouTubeで無料配信を行う                 |

### 対バンイベント・フェス
2020年
| 日付    | 会場           | イベント名                               | 出演者 | 備考 |
| ------- | -------------- | ---------------------------------------- | --- | ---- |
| 8月16日 | オンライン開催 | クロフェス2020～真夏のアイドル祭だしん～ | アイドルカレッジ、アキシブproject、Appare!、アップアップガールズ(仮)、九州女子翼、CROWN POP、sherbet、純情のアフィリア、Task have Fun、DREAMING MONSTER、虹色の飛行少女、26時のマスカレイド、ハニースパイスRe、FES☆TIVE、真っ白なキャンバス、まねきケチャ、Luce Twinkle Wink☆、ワンダーウィード天、わーすた |      |
| 9月5日  | 渋谷ストリーム | アイドル王朝2020 残暑の候 第3部          | ワンダーウィード天 |      |
| 9月16日 | 新宿BLAZE      | GIRLS BOX Vol.148                        | ワンダーウィード天、虹色の飛行少女、alma |      |